# Žarko Udovičić
Žarko Udovičić (srbskou cyrilicí Жарко Удовичић; * 9. září 1987) je srbský fotbalový obránce a bývalý mládežnický reprezentant, momentálně hrající za polský celek Zagłębie Sosnowiec.
Na začátku července 2014 odešel na testy do českého prvoligového celku FC Vysočina Jihlava, na kterých však neuspěl.